# Vetralla
Vetralla település Olaszországban, Viterbo megyében. Lakosainak száma 13 279 fő (2023. január 1.). Vetralla Blera, Capranica, Caprarola, Monte Romano, Ronciglione, Villa San Giovanni in Tuscia, Viterbo és Barbarano Romano községekkel határos.

## Népesség
A település népessége az elmúlt években az alábbi módon változott:
| Lakosok száma | 14 031 | 14 020 | 13 279 |
|               | 2017   | 2018   | 2023   |